# Levon Pachajian
Levon Pachajian (en arménien : Լեւոն Պաչաջյան) est un footballeur international arménien né le 20 septembre 1983 à Erevan.

## Palmarès
- Championnat d'Arménie de football avec le Pyunik Erevan : 2003, 2004, 2005, 2006, 2007
- Coupe d'Arménie de football avec le Pyunik Erevan : 2004
- Supercoupe d'Arménie de football avec le Pyunik Erevan : 2003, 2004, 2006

### Récompenses individuelles
Il obtient la récompense de Footballeur arménien de l'année en 2007.